# Мери-сюр-Шер
Мери́-сюр-Шер (фр. Méry-sur-Cher) — коммуна во Франции, находится в регионе Центр. Департамент — Шер. Входит в состав кантона Вьерзон-2. Округ коммуны — Вьерзон.
Код INSEE коммуны — 18150.

## География
Коммуна расположена приблизительно в 185 км к югу от Парижа, в 75 км южнее Орлеана, в 36 км к северо-западу от Буржа.
Через территорию коммуны протекает река Шер и в настоящее время заброшенный канал Берри.

## Население
Население коммуны на 2008 год составляло 686 человек.
| 1962 | 1968 | 1975 | 1982 | 1990 | 1999 | 2008 |
| ---- | ---- | ---- | ---- | ---- | ---- | ---- |
| 490  | 515  | 534  | 555  | 601  | 625  | 686  |

## Администрация
| Период | Период | Фамилия        | Партия | Примечания |
| ------ | ------ | -------------- | ------ | ---------- |
| 2001   | 2008   | Андре Шен-Мийе |        |            |
| 2008   | 2014   | Сильвен Нивар  |        |            |

## Экономика

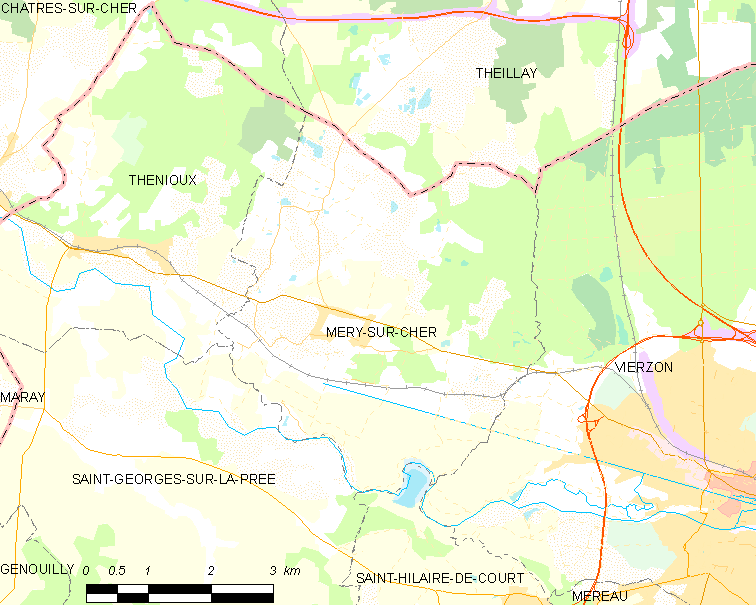
Карта коммуны

В 2007 году среди 442 человек в трудоспособном возрасте (15-64 лет) 335 были экономически активными, 107 — неактивными (показатель активности — 75,8 %, в 1999 году было 69,5 %). Из 335 активных работали 297 человек (156 мужчин и 141 женщина), безработных было 38 (22 мужчины и 16 женщин). Среди 107 неактивных 32 человека были учениками или студентами, 36 — пенсионерами, 39 были неактивными по другим причинам.

## Достопримечательности
- Церковь Сен-Мартен (XIX век)
- Замок Мери (XVI век)
- Замок Ла-Форе (XVII век)
- Замок Гайяр (XIX век)